# Park Place (stacja metra na Franklin Avenue Line)
Park Place – stacja metra nowojorskiego, na linii S. Znajduje się w dzielnicy Brooklyn, w Nowym Jorku i zlokalizowana jest pomiędzy stacjami Franklin Avenue i Botanic Garden. Została otwarta w 1900 roku.